# Алессандро Селін
Алессандро Падовані Селін (порт. Alessandro Padovani Celin, 11 вересня 1989, Кастелу, Еспіріту-Санту) — бразильський футболіст, нападник.

## Біографія
Розпочав футбольні виступи 2010 року у нижчоліговому бразильському клубі «Профуте», але вже в наступному сезоні перейшов у клуб АСА. У складі команди Селін провів ряд матчів у чемпіонаті штату Алагоас, а також зіграв одну гру в Серії B чемпіонату Бразилії.
27 липня 2011 року відправився за кордон, підписавши контракт з південнокорейським клубом «Кванджу». 25 вересня він дебютував за новий клуб в чемпіонаті країни в матчів проти клубу «Пусан Ай Парк». Алессандро вийшов у стартовому складі, проте ще до перерви був замінений. В підсумку гравцем не зміг закріпитися в клубі і незабаром отримав статус вільного агента.
На початку 2012 року він повернувся на батьківщину, де приєднався до «Ріу-Бранку» (Каріасіка), проте в її складі так і не зіграв жодного матчу в чемпіонаті, покинувши клуб того ж року.
В подальшому перебував на перегляді в різних клубах, у тому числі в представниках Англійської Прем'єр-ліги «Фулгемі» і «Вест Гем Юнайтеді». Втім, усюди перемовини не мали успіху, Селін залишився вільним агентом.
29 грудня 2012 року Селін підписав контракт до кінця сезону з тайванським клубом «Саут Чайна». У його складі Алессандро провів 9 матчів в чемпіонаті, в яких забив три голи, допомігши клубу виграти чемпіонат Гонконгу. Проте. по завершенні сезону клуб не став продовжувати співпрацю з футболістом і Алессандро знову став вільним агентом.
17 жовтня 2013 року підписав контракт з луцькою «Волиню», де став виступати разом з іншим бразильцем з італійським паспортом — Шумахером.

## Досягнення
- Чемпіон штату Алагоас: 2011
- Чемпіон Гонконгу: 2013